# 호제르 호드리게스 다 시우바
호제르 호드리게스 다 시우바(포르투갈어: Roger Rodrigues da Silva 1985년 1월 7일 ~ )는 호제르로 불리는 브라질의 축구 선수이다. 포지션은 스트라이커이다. K리그 등록명은 영어식 표기법을 따른 로저였었다, 현재는 인테르 데 리메이라 소속이다.

## 수상
- 캄페오나투 파울리스타 득점왕: 2016